# Grenze zwischen Italien und Österreich

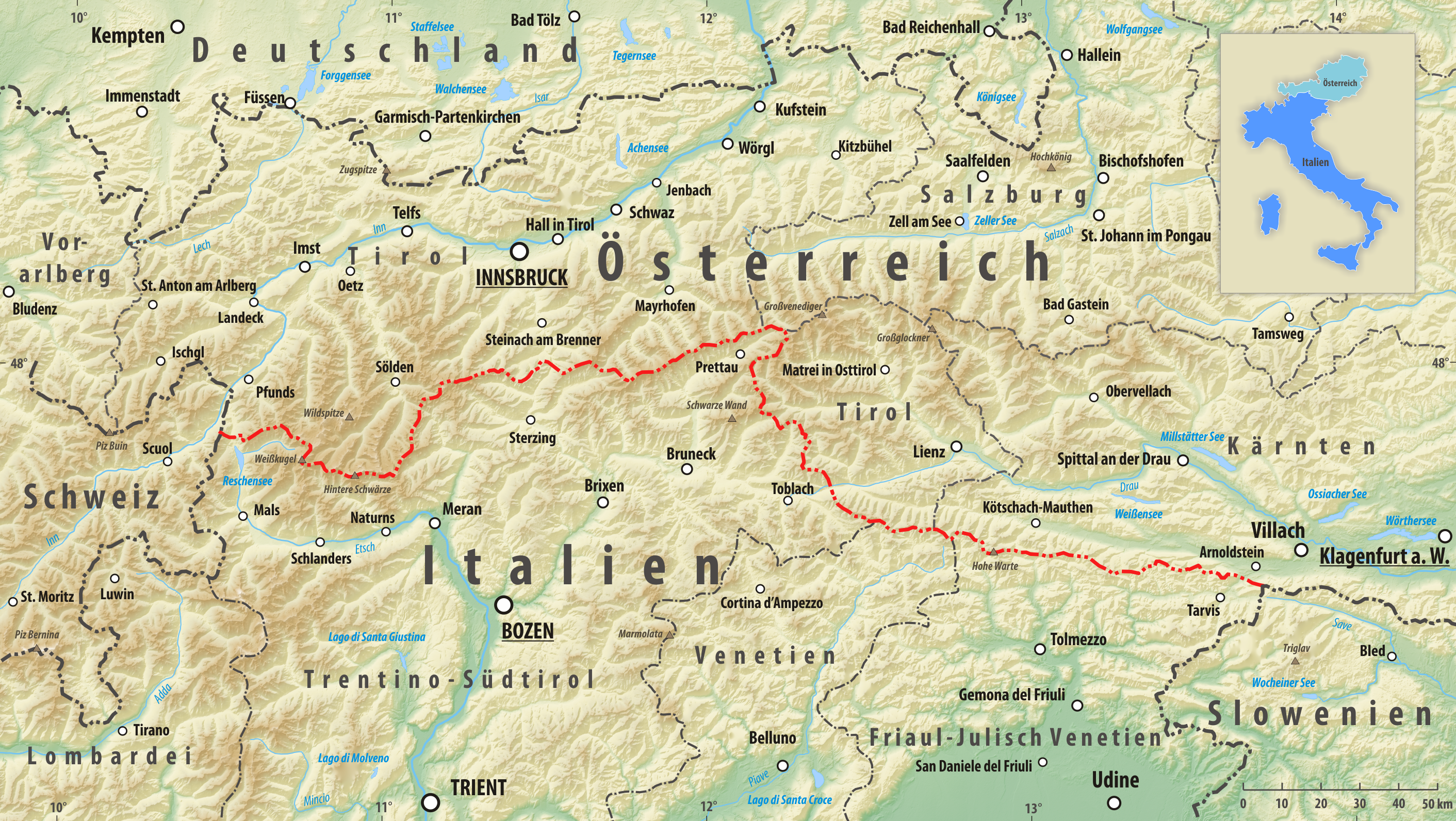
Grenzverlauf Österreich – Italien

Die italienisch-österreichische Staatsgrenze ist eine 404 km lange
Landgrenze entlang der Alpen zwischen der Republik Italien und der Republik Österreich. Sie besteht seit 1861, im heutigen Verlauf seit 1920, und ist seit 1. Jänner 1995 eine EU-Binnengrenze. Der Grenzverlauf
wurde zuletzt 1947 geändert.

## Geschichte

### Bis zur italienischen Einigung

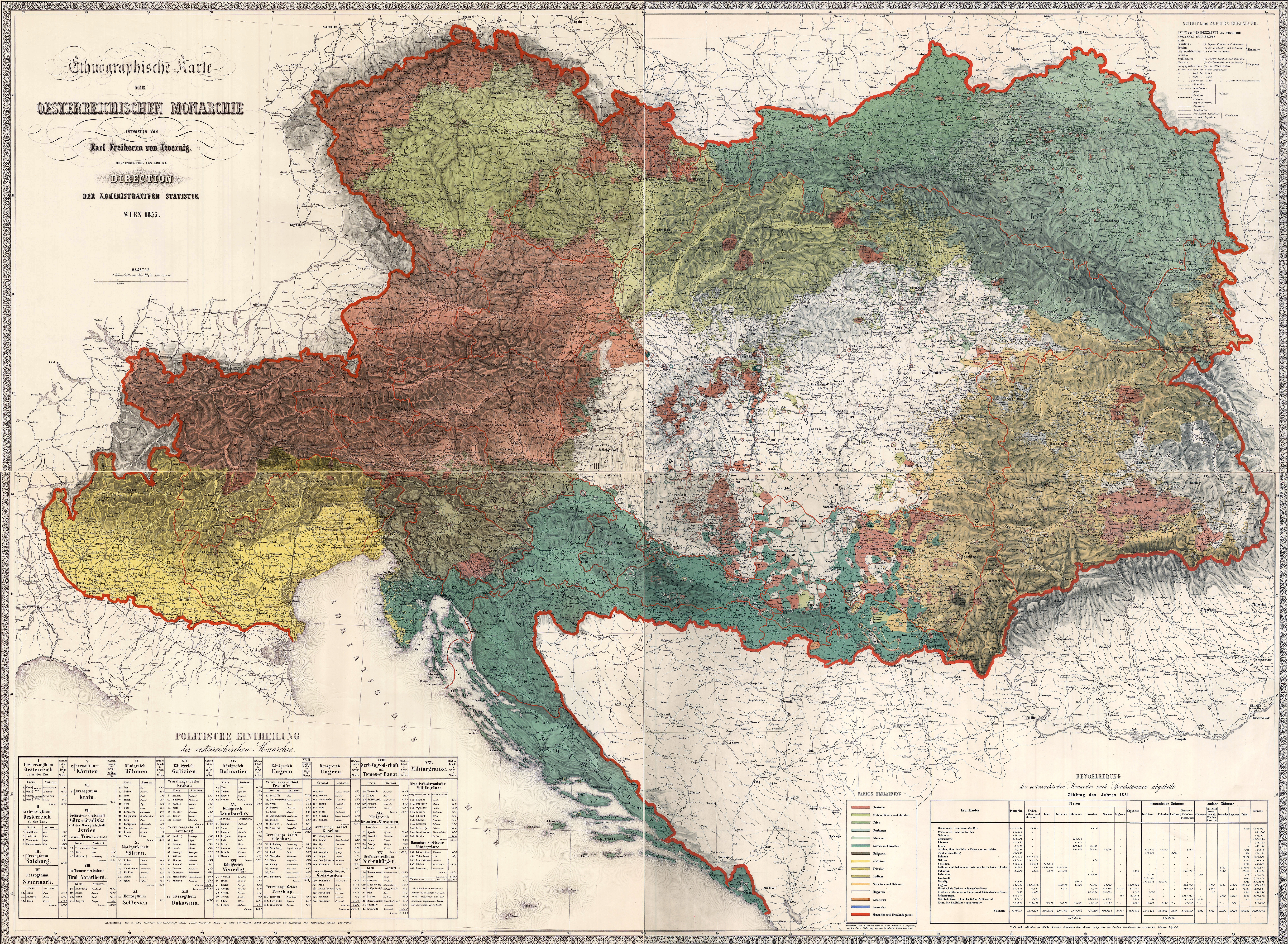
Ethnographische Karte des Kaisertums Österreich (von Karl von Czoernig-Czernhausen), 1855

Die heutige Grenze beider Staaten hat eine bewegte Geschichte hinter sich. Ähnlich wie in Deutschland bestand das heutige Italien seit dem Mittelalter aus einer Ansammlung verschiedenster Herrschaftstümer, bspw. dem Großherzogtum Toskana, dem Herzogtum Mailand oder dem Königreich beider Sizilien. Auch der Kirchenstaat regierte große Teile der Apenninenhalbinsel. Dagegen war das Kaisertum Österreich ein Vielvölkerstaat, in dem mehrere Nationalitäten siedelten – darunter auch Italiener. Im nördlichen Einflussbereich Napoleons entstand zu Beginn des 19. Jahrhunderts für kurze Zeit ein italienischer Staat, der jedoch im Zuge des Wiener Kongresses aufgelöst wurde, wonach große Teile Oberitaliens wieder an Österreich zurückfielen. Als Reaktion darauf entstand die Risorgimento-Bewegung, welche zum Ziel hatte, alle italienischsprachigen Teile wieder zu einem Nationalstaat zu vereinen. Die ab 1848 geführten italienischen Unabhängigkeitskriege mündeten 1861 in der Gründung des Königreichs Italien. Mit den Friedensschlüssen von Zürich (1859) und Wien (1866) fiel das vormals österreichische Lombardo-Venetien an den neuen italienischen Staat, womit dessen Binnengrenzen die neuen Außengrenzen beider Staaten wurden. In Venetien und Friaul-Julisch Venetien bilden sie mit leichten Modifikationen bis heute die gültige Grenze.

### Von der italienischen Einigung bis zum Vertrag von Saint-Germain (1861–1919)
Nach der Einigung Italiens blieb die Grenze bis 1919 unverändert. Allerdings forderten italienische Irredentisten weiterhin die italienischsprachigen Teile der Grafschaft Tirol sowie das damals noch zu Österreich gehörende Triest. Daher verstärkte Österreich trotz eines militärischen Bündnisses mit Italien seine grenznahen Festungswerke, die nun im Wesentlichen durch Südtirol und den Trentino verliefen. Nach Ausbruch des Ersten Weltkrieges verhielt sich Italien mit Verweis auf den defensiven Charakter des Bündnisses zunächst neutral und schloss 1915 mit Entente-Mächten einen Geheimvertrag, in welchem Italien Tirol bis zur Brennergrenze zugesichert wurde. Dies folgte der Logik des italienischen Nationalisten Ettore Tolomei nach dessen These, dass die Staatsgrenze gemäß der Wasserscheide am Alpenhauptkamm zu ziehen sei, wie es teilweise (nicht im damals zu Bayern gehörenden Tirol) auch zur Zeit des Königreichs Italien von 1805 bis 1814 der Fall war. Die militärische Situation konnte daran jedoch nur wenig ändern, die Isonzoschlachten mündeten in einen für beide Seiten verlustreichen Stellungskrieg.

### Nach 1919

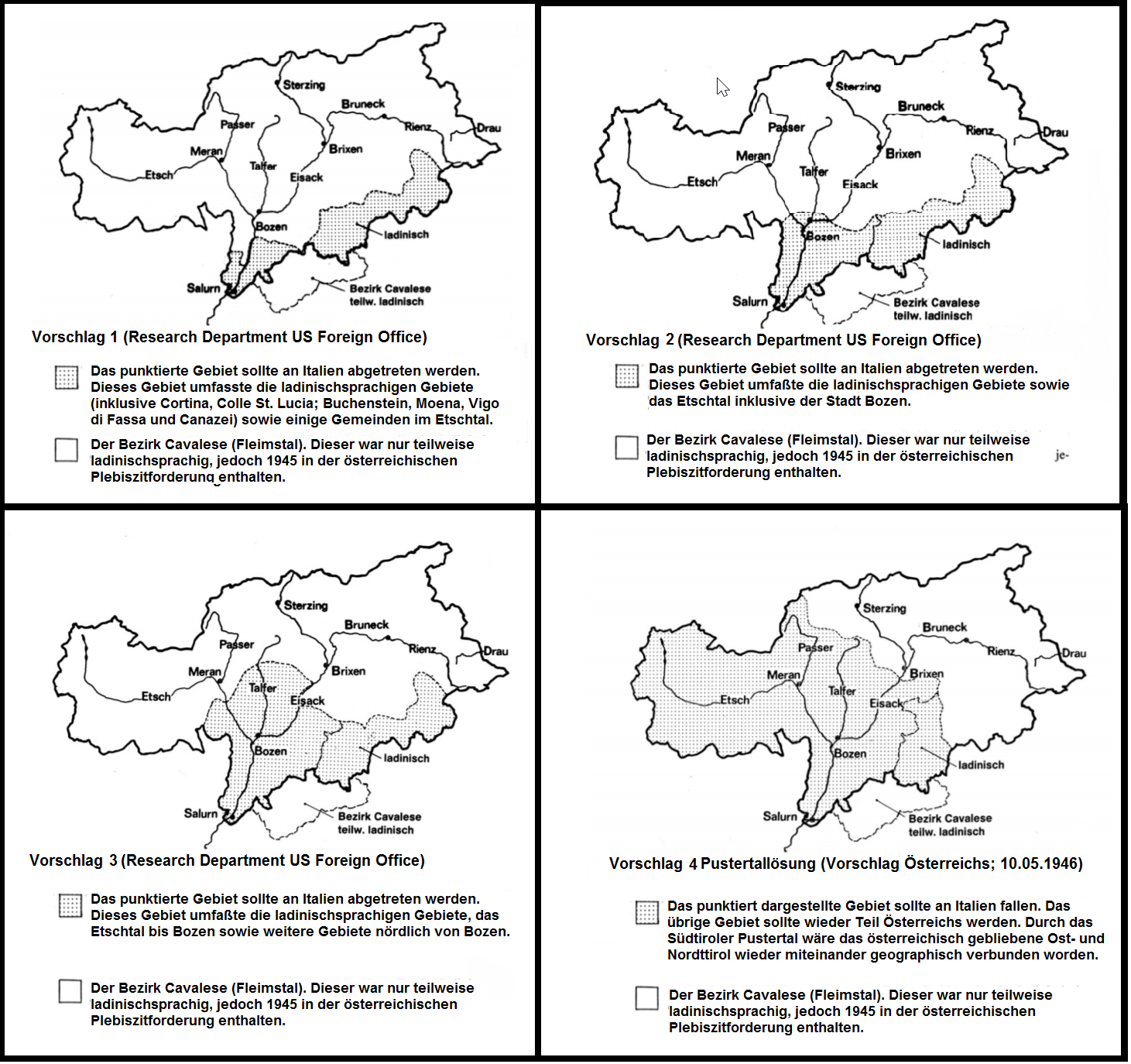
Teilungsvorschläge für Südtirol (1945/1946)

Durch die Niederlage im Ersten Weltkrieg löste sich Österreich-Ungarn in seine Nationalitäten auf. Die Nachfolge trat die Republik Deutschösterreich an, die dem vom damaligen US-Präsident Woodrow Wilson proklamierten Selbstbestimmungsrecht der Völker folgend sämtliche deutschsprachigen Gebiete des ehemaligen Kaiserreichs forderte und somit ganz Tirol ohne das Trentino. Ungeachtet der viel weiter südlich verlaufenden Sprachgrenze an der Salurner Klause wurde Italien im Vertrag von Saint-Germain jedoch nicht nur die geforderte Grenze am Alpenhauptkamm zugesprochen, auch das Kanaltal und Gebiete im Pustertal jenseits des Toblacher Felds fielen an Italien. Bis auf geringfügige Modifikationen entstand damit die heute gültige Grenze, die 1920 finalisiert wurde. Im Laufe der 1920er Jahre begann auf italienischer Seite die Errichtung einer grenznahen Befestigungskette, der sogenannte Alpenwall.
Durch den Anschluss Österreichs war dies ab 1938 die Grenze zwischen Italien und dem nationalsozialistischen Deutschen Reich. Als gemeinsame Verbündete im Zweiten Weltkrieg kam es zunächst zu keinerlei Änderungen, im September 1943 wurden nach dem Kriegsaustritt Italiens und der Besetzung Norditaliens durch die Wehrmacht jedoch zwei Operationszonen gebildet (Alpenvorland und  Adriatisches Küstenland). De jure blieben sie allerdings Teil der Italienischen Sozialrepublik unter Benito Mussolini. Nach Kriegsende erwuchsen Hoffnungen der Südtiroler, wieder Teil Österreichs zu werden. Das US-Außenministerium ließ dafür sogar Teilungspläne erarbeiten. Die Verhandlungen führten schlussendlich zum Gruber-De-Gasperi-Abkommen, welches der deutsch- und ladinischsprachigen Bevölkerungsmehrheit autonome Grundrechte zusicherte und durch das Österreich als Schutzmacht der Südtiroler Bevölkerung von Italien anerkannt wurde. Trotz der Niederlage im Weltkrieg blieben Italien und das nun wieder eigenständige Österreich daher territorial verschont, so dass – mit Ausnahme kleinerer Anpassungen – der Verlauf von 1920 wieder zwischen ihnen hergestellt wurde. Mit dem Beitritt Österreichs wurde sie 1995 zu einer EU-Binnengrenze.

## Verlauf
Die Grenze verläuft, bis auf kleinere Abweichungen, entlang der Wasserscheide zwischen Adria und Schwarzem Meer. Sie beginnt im Westen am Dreiländereck mit der Schweiz, etwa 700 m nördlich des Piz Lad. Von dort folgt sie im Wesentlichen dem Alpenhauptkamm Richtung Osten mit einer kleinen Abweichung (siehe unten) in nördlicher Richtung am Reschenpass, dem Hauptkamm der Ötztaler Alpen bis zum Timmelsjoch; danach über die Stubaier Alpen zum Brennerpass (auch hier eine kleine Abweichung von der Wasserscheide) und von dort über die Zillertaler Alpen bzw. dem Zillertaler Hauptkamm folgend bis zum Talschluss des Ahrntals. Am Westlichen Zwillingsköpfl erreicht die Grenze den nördlichsten Punkt Italiens. Ab der Dreiherrnspitze, an dem zusätzlich die Grenzen der österreichischen Bundesländer Salzburg und Tirol aufeinandertreffen, macht der Grenzverlauf einen scharfen Knick nach Süden und streicht Richtung Pustertal. Zwischen Hochrast und Helm markieren dort Kolber- und Karzlerbach den Grenzverlauf, der damit ca. 10 km östlich der eigentlichen Wasserscheide am Toblacher Feld liegt. Die Grenze folgt nun weiter dem Hauptkamm der Karnischen Alpen und passiert u. a. den Plöcken- und Naßfeldpass, bis sie am Dreiländereck mit Slowenien ihr Ende findet.
Der Grenzverlauf ist nicht an allen Stellen identisch mit der Wasserscheide. Deutlich wird dies bspw. am Reschenpass, an dessen Grenzübergang Schilder mit der Höhenangabe „Reschenpass 1455 m“ angebracht sind. Die Wasserscheide befindet sich dagegen ca. 2 km südlich auf einer Höhe von 1507 m.

## Gemeinden an der Staatsgrenze (von West nach Ost)

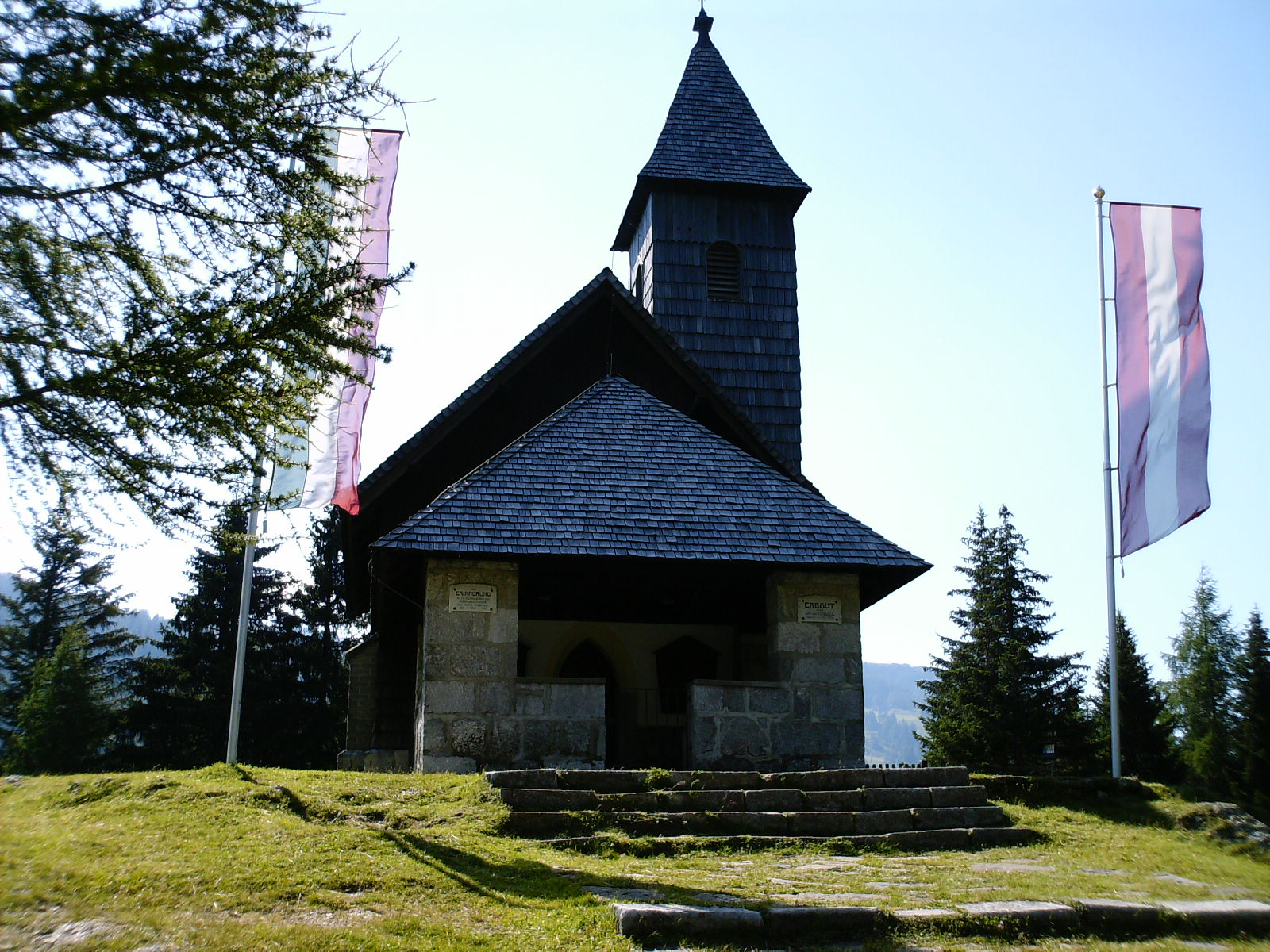
Kirche auf der österreichischen Seite der Grenze am Nassfeld

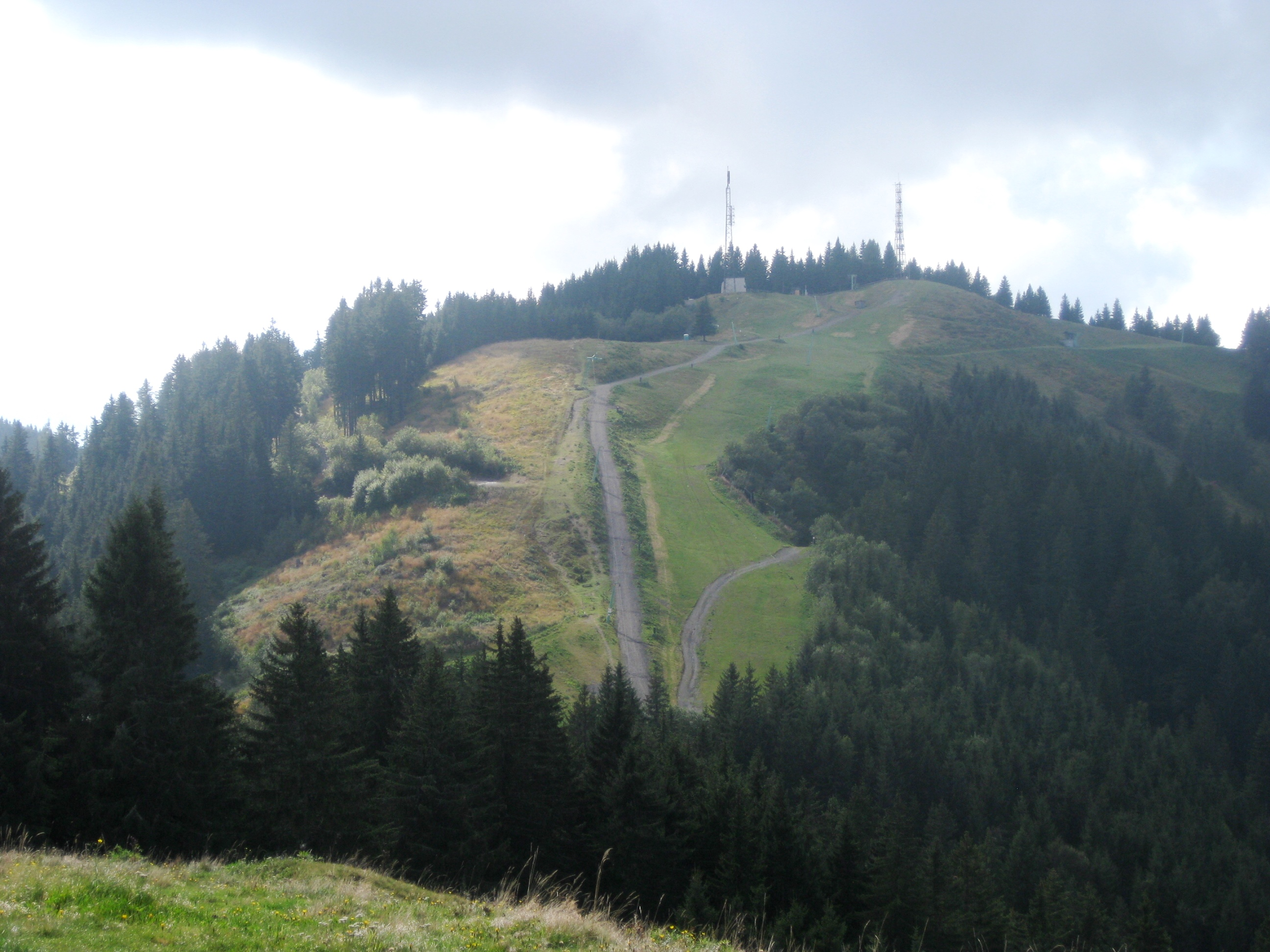
Dreiländereck/Monte Forno/Peč

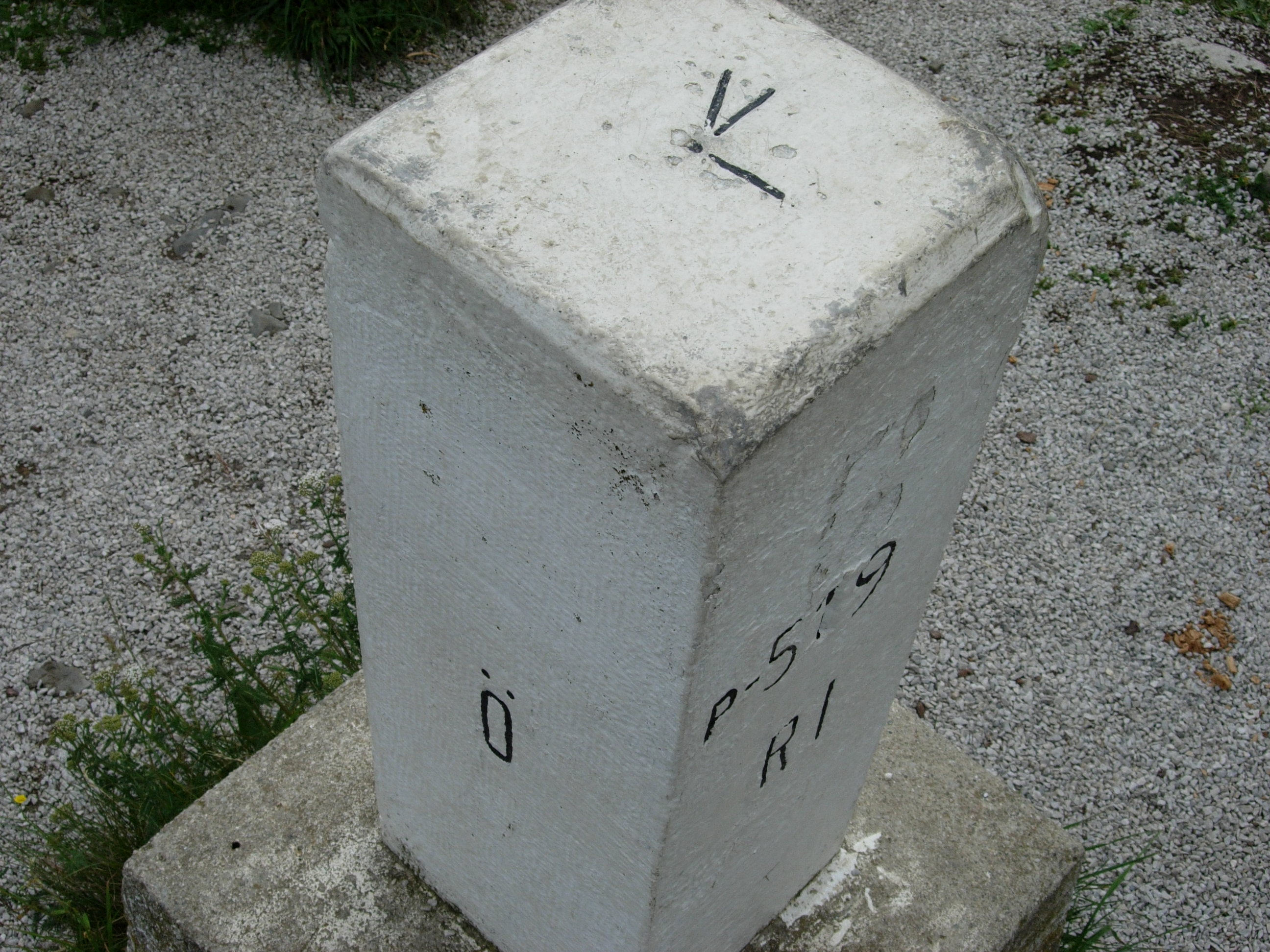
Grenzstein am Dreiländereck von Österreich, Italien und Slowenien bei Arnoldstein (Österreich)

| Ö S T E R R E I C H | Ö S T E R R E I C H | Ö S T E R R E I C H        | Ö S T E R R E I C H |           | I T A L I E N    | I T A L I E N      | I T A L I E N           | I T A L I E N     |
| Bundesland          | Bezirk              | Gemeinde                   | Grenz- übertritt    |           | Grenz- übertritt | Gemeinde           | Provinz                 | Region            |
| ------------------- | ------------------- | -------------------------- | ------------------- | --------- | ---------------- | ------------------ | ----------------------- | ----------------- |
| Schweiz             |                     |                            |                     |           |                  |                    |                         |                   |
| Tirol               | Landeck             | Nauders                    |                     | A l p e n |                  | Graun im Vinschgau | Bozen – Südtirol        | Trentino-Südtirol |
| Tirol               | Landeck             | Pfunds                     |                     | A l p e n |                  | Graun im Vinschgau | Bozen – Südtirol        | Trentino-Südtirol |
| Tirol               | Landeck             | Kaunertal                  |                     | A l p e n |                  | Graun im Vinschgau | Bozen – Südtirol        | Trentino-Südtirol |
| Tirol               | Imst                | Sölden                     |                     | A l p e n |                  | Graun im Vinschgau | Bozen – Südtirol        | Trentino-Südtirol |
| Tirol               | Imst                | Sölden                     | Mals                | A l p e n |                  |                    | Bozen – Südtirol        | Trentino-Südtirol |
| Tirol               | Imst                | Sölden                     | Schnals             | A l p e n |                  |                    | Bozen – Südtirol        | Trentino-Südtirol |
| Tirol               | Imst                | Sölden                     | Moos in Passeier    | A l p e n |                  |                    | Bozen – Südtirol        | Trentino-Südtirol |
| Tirol               | Imst                | Sölden                     | Ratschings          | A l p e n |                  |                    | Bozen – Südtirol        | Trentino-Südtirol |
| Tirol               | Innsbruck-Land      | Neustift im Stubaital      |                     | A l p e n |                  |                    | Bozen – Südtirol        | Trentino-Südtirol |
| Tirol               | Innsbruck-Land      | Neustift im Stubaital      | Brenner             | A l p e n |                  |                    | Bozen – Südtirol        | Trentino-Südtirol |
| Tirol               | Innsbruck-Land      | Gschnitz                   |                     | A l p e n |                  |                    | Bozen – Südtirol        | Trentino-Südtirol |
| Tirol               | Innsbruck-Land      | Obernberg am Brenner       |                     | A l p e n |                  |                    | Bozen – Südtirol        | Trentino-Südtirol |
| Tirol               | Innsbruck-Land      | Gries am Brenner           |                     | A l p e n |                  |                    | Bozen – Südtirol        | Trentino-Südtirol |
| Tirol               | Innsbruck-Land      | Pfitsch                    |                     | A l p e n |                  |                    | Bozen – Südtirol        | Trentino-Südtirol |
| Tirol               | Innsbruck-Land      | Vals                       |                     | A l p e n |                  |                    | Bozen – Südtirol        | Trentino-Südtirol |
| Tirol               | Schwaz              | Finkenberg                 |                     | A l p e n |                  |                    | Bozen – Südtirol        | Trentino-Südtirol |
| Tirol               | Schwaz              | Finkenberg                 | Mühlwald            | A l p e n |                  |                    | Bozen – Südtirol        | Trentino-Südtirol |
| Tirol               | Schwaz              | Finkenberg                 | Ahrntal             | A l p e n |                  |                    | Bozen – Südtirol        | Trentino-Südtirol |
| Tirol               | Schwaz              | Mayrhofen                  |                     | A l p e n |                  |                    | Bozen – Südtirol        | Trentino-Südtirol |
| Tirol               | Schwaz              | Brandberg                  |                     | A l p e n |                  |                    | Bozen – Südtirol        | Trentino-Südtirol |
| Tirol               | Schwaz              | Prettau                    |                     | A l p e n |                  |                    | Bozen – Südtirol        | Trentino-Südtirol |
| Salzburg            | Zell am See         | Krimml                     |                     | A l p e n |                  |                    | Bozen – Südtirol        | Trentino-Südtirol |
| Tirol               | Lienz               | Prägraten am Großvenediger |                     | A l p e n |                  |                    | Bozen – Südtirol        | Trentino-Südtirol |
| Tirol               | Lienz               | St. Jakob in Defereggen    |                     | A l p e n |                  |                    | Bozen – Südtirol        | Trentino-Südtirol |
| Tirol               | Lienz               | Sand in Taufers            |                     | A l p e n |                  |                    | Bozen – Südtirol        | Trentino-Südtirol |
| Tirol               | Lienz               | Rasen-Antholz              |                     | A l p e n |                  |                    | Bozen – Südtirol        | Trentino-Südtirol |
| Tirol               | Lienz               | Gsies                      |                     | A l p e n |                  |                    | Bozen – Südtirol        | Trentino-Südtirol |
| Tirol               | Lienz               | Innervillgraten            |                     | A l p e n |                  |                    | Bozen – Südtirol        | Trentino-Südtirol |
| Tirol               | Lienz               | Toblach                    |                     | A l p e n |                  |                    | Bozen – Südtirol        | Trentino-Südtirol |
| Tirol               | Lienz               | Innichen                   |                     | A l p e n |                  |                    | Bozen – Südtirol        | Trentino-Südtirol |
| Tirol               | Lienz               | Sillian                    |                     | A l p e n |                  |                    | Bozen – Südtirol        | Trentino-Südtirol |
| Tirol               | Lienz               | Sexten                     |                     | A l p e n |                  |                    | Bozen – Südtirol        | Trentino-Südtirol |
| Tirol               | Lienz               | Kartitsch                  |                     | A l p e n |                  |                    | Bozen – Südtirol        | Trentino-Südtirol |
| Tirol               | Lienz               |                            | Comelico Superiore  | A l p e n | Belluno          | Venetien           |                         |                   |
| Tirol               | Lienz               | San Nicolò di Comelico     |                     | A l p e n | Belluno          | Venetien           |                         |                   |
| Tirol               | Lienz               | Obertilliach               |                     | A l p e n | Belluno          | Venetien           |                         |                   |
| Tirol               | Lienz               | San Pietro di Cadore       |                     | A l p e n | Belluno          | Venetien           |                         |                   |
| Tirol               | Lienz               | Untertilliach              |                     | A l p e n | Belluno          | Venetien           |                         |                   |
| Tirol               | Lienz               | Santo Stefano di Cadore    |                     | A l p e n | Belluno          | Venetien           |                         |                   |
| Kärnten             | Hermagor            | Lesachtal                  |                     | A l p e n | Belluno          | Venetien           |                         |                   |
| Kärnten             | Hermagor            | Lesachtal                  |                     | A l p e n | Forni Avoltri    | –                  | Friaul-Julisch Venetien |                   |
| Kärnten             | Hermagor            | Lesachtal                  | Paluzza             | A l p e n |                  | –                  | Friaul-Julisch Venetien |                   |
| Kärnten             | Hermagor            | Kötschach-Mauthen          |                     | A l p e n |                  | –                  | Friaul-Julisch Venetien |                   |
| Kärnten             | Hermagor            | Paularo                    |                     | A l p e n |                  | –                  | Friaul-Julisch Venetien |                   |
| Kärnten             | Hermagor            | Dellach                    |                     | A l p e n |                  | –                  | Friaul-Julisch Venetien |                   |
| Kärnten             | Hermagor            | Kirchbach                  |                     | A l p e n |                  | –                  | Friaul-Julisch Venetien |                   |
| Kärnten             | Hermagor            | Hermagor-Pressegger See    |                     | A l p e n |                  | –                  | Friaul-Julisch Venetien |                   |
| Kärnten             | Hermagor            | Moggio Udinese             |                     | A l p e n |                  | –                  | Friaul-Julisch Venetien |                   |
| Kärnten             | Hermagor            | Pontebba                   |                     | A l p e n |                  | –                  | Friaul-Julisch Venetien |                   |
| Kärnten             | Hermagor            | Malborghetto Valbruna      |                     | A l p e n |                  | –                  | Friaul-Julisch Venetien |                   |
| Kärnten             | Hermagor            | Sankt Stefan im Gailtal    |                     | A l p e n |                  | –                  | Friaul-Julisch Venetien |                   |
| Kärnten             | Villach-Land        | Feistritz an der Gail      |                     | A l p e n |                  | –                  | Friaul-Julisch Venetien |                   |
| Kärnten             | Villach-Land        | Hohenthurn                 |                     | A l p e n |                  | –                  | Friaul-Julisch Venetien |                   |
| Kärnten             | Villach-Land        | Tarvis                     |                     | A l p e n |                  | –                  | Friaul-Julisch Venetien |                   |
| Kärnten             | Villach-Land        | Arnoldstein                |                     | A l p e n |                  | –                  | Friaul-Julisch Venetien |                   |
| Slowenien           |                     |                            |                     |           |                  |                    |                         |                   |

## Berge, Gebirge und Täler in beiden Ländern

### Berge und Gebirge
Folgende Berge befinden sich an der Grenze und gehören anteilsmäßig zu österreichischem und italienischem Territorium:
- Barmer Spitze (Teil der Rieserfernergruppe)
- Bankkogel
- Dreiherrnspitze
- Fenneregg (Teil der Rieserfernergruppe)
- Feuerstein (Stubaier Alpen)
- Fineilspitze (Teil der Ötztaler Alpen)
- Klockerkarkopf
- Großer Löffler
- Helm (Berg)
- Hochalpl (Karnischer Hauptkamm)
- Hohe Warte (Karnische Alpen)
- Hochfeiler
- Hochfirst
- Hochwilde
- III. Hornspitze
- Im Hintern Eis
- Karlesspitze
- Klopaierspitze
- Langtauferer Spitze
- Lenkstein
- Liebenerspitze
- Markinkele
- Marzellspitzen
- Nauderer Hennesiglspitze
- Ohrenspitzen
- Patscher Spitze
- Rötspitze
- Hintere Schwärze (Teil der Ötztaler Alpen)
- Schwarzenstein (Zillertaler Alpen)
- Similaun
- Sonklarspitze
- Pflerscher Tribulaun
- Turnerkamp
- Weißkugel
- Weißseespitze
- Weißwandspitze
- Hoher Weißzint
- Wilder Freiger
- Wilder Pfaff (Teil der Stubaier Alpen)
- Wollbachspitze (Teil der Zillertaler Alpen)

### Talregionen in beiden Ländern
- Wipptal
- Pustertal
- Kanaltal

## Verkehr
Über folgende Gebirgspässe verlaufen Straßen oder Eisenbahnen über die Grenze (Reihenfolge von Westen nach Osten):
- Reschenpass (Passo di Resia), 1508 m
- Timmelsjoch (Passo del Rombo), 2474 m
- Brennerpass (Passo del Brennero) mit Eisenbahn- und Autobahntrasse, 1374 m
- Staller Sattel (Passo Stalle), 2052 m
- Plöckenpass (Passo di Monte Croce Carnico), 1360 m
- Naßfeldpass (Passo di Pramollo), 1530 m

Die Straßen- und Eisenbahngrenzübergänge zwischen Sillian und Vierschach sowie zwischen Thörl-Maglern und Tarvisio liegen nicht im unmittelbaren Bereich der Passhöhen Toblacher Feld bzw. Saifnitzer Sattel, sondern jeweils einige Kilometer östlich davon in den Flusstälern der Drau bzw. der Gailitz.

## Rechtsakte
- Vertrag von Saint-Germain 1919
- Pariser Friedenskonferenz 1946[4]

## Besonderheiten

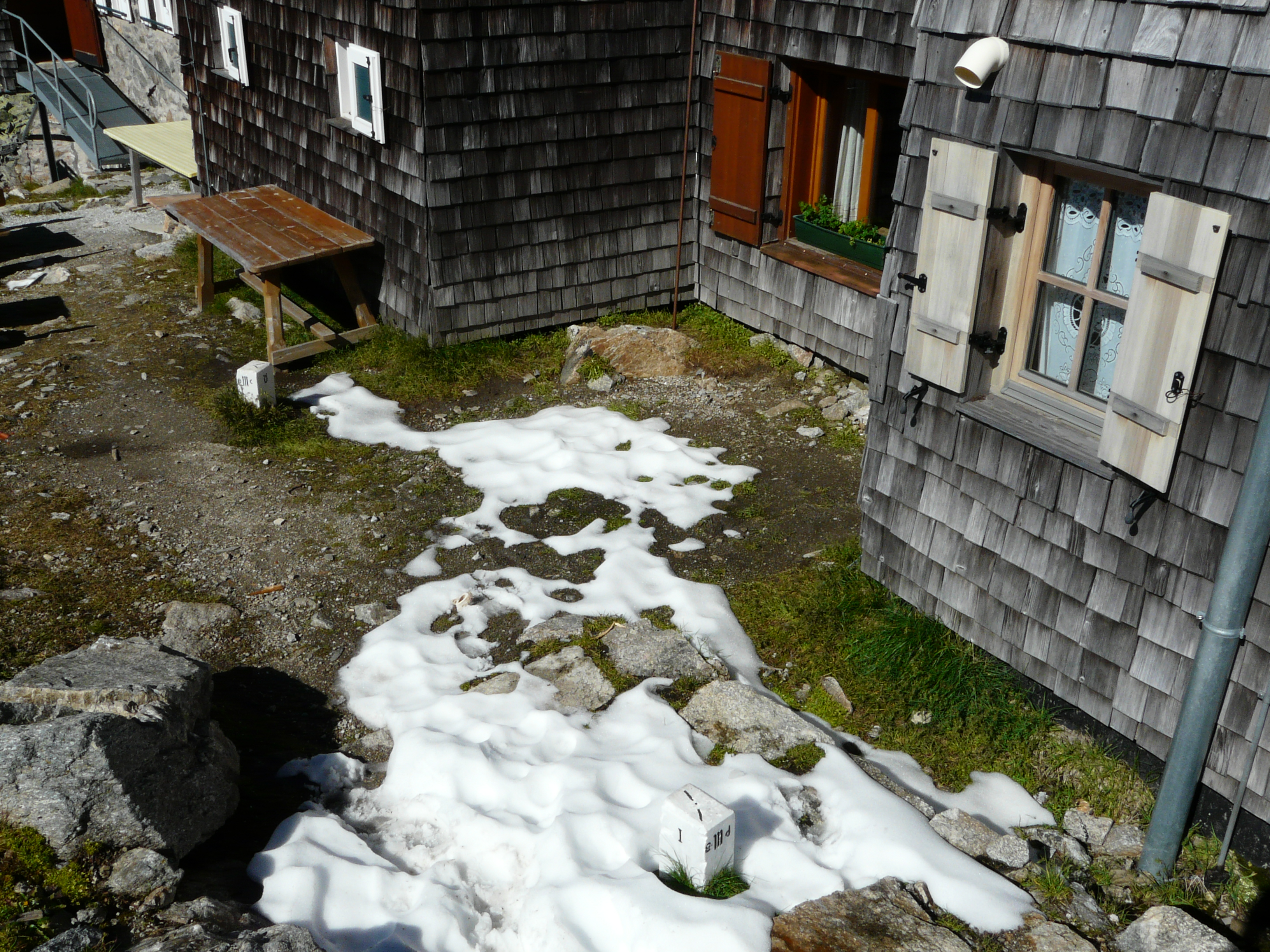
Landshuter Europahütte: Der Grenzverlauf durch die Hütte ist an den zwei weißen Grenzsteinen erkennbar.

Die Landshuter Europahütte in den Zillertaler Alpen liegt sowohl auf österreichischem als auch italienischem Territorium.
Zwischen 1938 und 1945 wurde Österreich vom Deutschen Reich annektiert, sodass das Deutsche Reich unmittelbar an Italien grenzte.